# جورسويلي لوتشيانو
جورسويلي لوتشيانو (بالهولندية: Jurswailly Luciano) مواليد 25 مارس 1991 في كوراساو، هي لاعبة كرة يد هولندية تلعب كجناح أيمن. مثلت منتخب هولندا لكرة اليد للسيدات. شاركت في دورة الألعاب الأولمبية الصيفية سنة 2016.

## سجل المنافسة
شاركت في البطولات التالية:
- الألعاب الأولمبية الصيفية 2016
- بطولة العالم لكرة اليد للسيدات 2013
- بطولة أوروبا لكرة اليد للسيدات 2014

## روابط خارجية
- جورسويلي لوتشيانو على موقع الاتحاد الأوروبي لكرة اليد (الإنجليزية)
- جورسويلي لوتشيانو على موقع اللجنة الأولمبية الدولية (الإنجليزية)
- جورسويلي لوتشيانو على موقع أوليمبيديا (الإنجليزية)
- جورسويلي لوتشيانو على موقع تيم أن.أل (الهولندية)